# Sebastianas

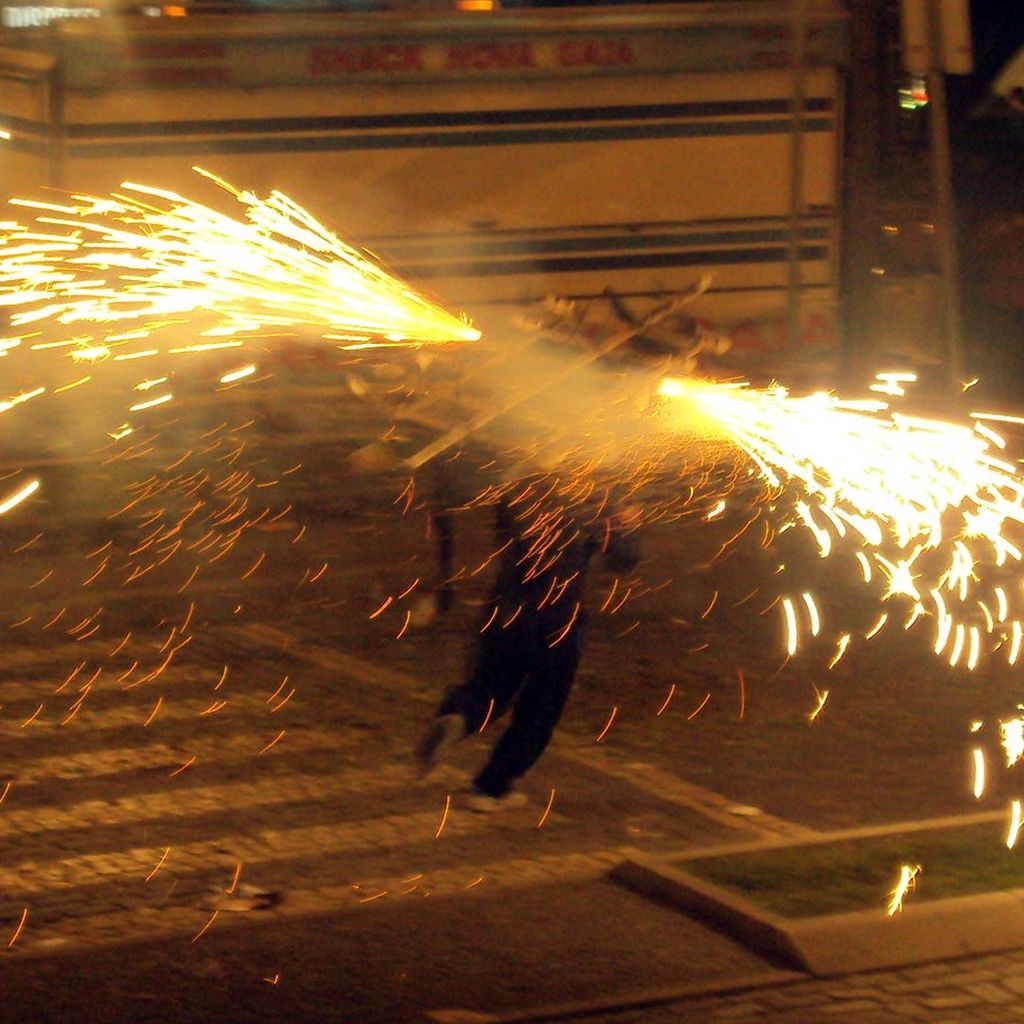
A Vaca de fogo uma das maiores atracções e particularidades das Festas Sebastianas em Freamunde.

As Sebastianas são as festas da cidade de Freamunde, em Portugal, celebradas em honra de São Sebastião. É uma festa anual que decorre sempre no segundo fim-de-semana de Julho.
Com mais de 120 anos de história, a festa foi crescendo de importância e dimensão. Inicialmente festas em honra de São Sebastião só na parte religiosa, com o decorrer dos anos foram evoluindo para as Sebastianas actuais. São agora misto de festa sagrada e profana, com uma parte cultural e de animação muito mais marcada, sem nunca perder a raiz popular.
Ao longo dos últimos anos, tem vindo a obter uma maior participação de público, sendo uma atracção turística com mais de 120 mil visitantes.
No ano de 2020 e 2021 devido à pandemia do novo coronavírus COVID-19, não se realizaram. 
Em 2025 as Sebastianas são de dia 10 a 15 Julho 2025.

## História
A origem da festividade é longínqua com manuscritos que remontam a 1895.

Acredita-se que esteja associada a uma velha capela que teria existido em honra de São Sebastião (a qual deve datar pelos meados do século XVI ou mais provavelmente, do século XV) e que teria sido derrubada para se erguer a Capela de São Francisco. Da sua existência e respondendo a um inquérito solicitado dá conta o Padre Lucas Gomes Ferreira, em 1758.
Por outro lado, a crise do Séc. XIV e XV que abalou a Europa chegou a Portugal e teria dizimado uma grande parte da população. Que remédio senão recorrer aos santinhos, nomeadamente a São Sebastião, advogado da “fome, peste e guerra”? 
O tempo passa, e o santo continua a proteger a terra, e a festa fica maior e muda-se para o segundo domingo de Julho altura de dias mais longos e noites amenas e faz-se então uma festa de dia e de noite e assim continua por muitos anos. Nos anos quarenta do século passado e em plena Segunda Guerra Mundial, o bispo do Porto não autoriza que a Igreja faça festas nocturnas, dizia ele «a festa é cristã e não profana a noite leva o homem ao pecado», a festa foi interrompida em 1944. Passam uns breves anos e em 1954, um conjunto de freamundenses restauram a festa, desta vez com mais dias de festas e com a inovação da Marcha luminosa.

## Festas
Cabe a sua organização a um grupo de homens de “boa-vontade” e a tradição diz que deviam ser todos casados, excepto um que podia ser solteiro mas ter mais de 30 anos.
A comissão organizadora é nomeada sempre pela anterior, sendo o nome dos festeiros anunciados na missa de festa de domingo. A sua organização tem a duração de um ano e principia mal termina a edição anterior.
As Sebastianas são preenchidas por um programa vasto, desde os concertos de música, aos bombos, a marcha alegórica, as celebrações religiosas e fogo de artificio. Sendo uma das suas maiores atracções e particularidades, a "Vaca de fogo".

### Concertos
Concertos de vários estilos de música de grupos pop, rock, popular e DJ's nacionais (todos os dias).

Concertos de bandas filarmónicas (domingo).

### Bombos
Noite de bombos, arruada livre com bombos tocados pelos locais e visitantes (sexta feira).

Concentração grupos de bombos e desfile integrados na Marcha (segunda feira).

### Marcha alegórica
Antes dava pelo nome de “Marcha Luminosa”, com carros alegóricos, escolas de samba, animações e grupos de bombos (segunda feira).

Os carros alegóricos, são totalmente feitos localmente, por grupos de voluntários e amigos das festas.

### Missa e procissão
Missa de festa e procissão em honra de São Sebastião (domingo).

O tapete da procissão é topic, em fitas de madeira (aproveitadas das empresas de mobiliário da região) que são pintadas de várias cores, e resultam num extenso tapete, com vários motivos religiosos, por toda a cidade.

### Fogos de artifício
Os fogos de artifício são rigorosamente planeados e executados por empresas de pirotecnia premiadas internacionalmente. Uma das tradições mais apreciadas, tendo inclusive nascido o conceito pirotécnico de "final à Freamunde" (sábado e segunda feira).

Ao fim de cada noite, como é tradição, a "Vaca de fogo" encerra cada dia de festa (todos os dias).

## Página Oficial
- «www.sebastianas.com». Sítio oficial das Festas Sebastianas